# Katholische Akademie der Erzdiözese Freiburg

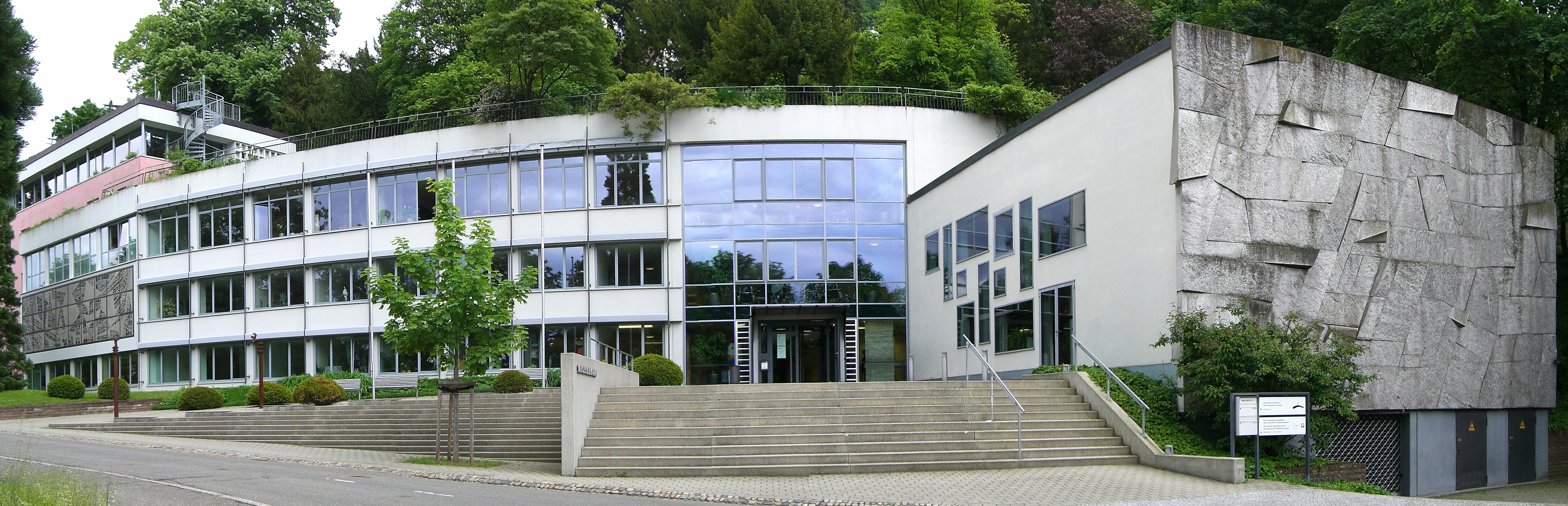
Katholische Akademie Freiburg

Die Katholische Akademie der Erzdiözese Freiburg ist eine 1956 gegründete Bildungseinrichtung der Erzdiözese Freiburg. Sie steht im Verbund der 24 deutschen Katholischen Akademien. Die Katholische Akademie der Erzdiözese Freiburg ist ein EMAS-zertifizierter Betrieb.

## Geschichte
Die Initiative zur Gründung der Katholischen Akademie der Erzdiözese Freiburg ging, nach Vorläufen unter den Erzbischöfen Conrad Gröber und Wendelin Rauch, von Erzbischof Eugen Seiterich aus. Er beauftragte den Priester und Religionslehrer Clemens Weis aus Karlsruhe im Jahr 1954 damit, eine Konzeption für die zu gründende Akademie zu erarbeiten und ihre Leitung zu übernehmen. Weis entwarf in der Folgezeit ein Konzept, das die Akademie nicht als Schulungsheim, nicht als theologische Hochschule für Laien, noch als Exerzitienhaus für Gebildete verstehen wollte, sondern als den „Versuch unter Menschen, denen das Wort des Evangeliums Christi und die der Kirche anvertraute Heilswirklichkeit eine verbindliche Frage an das persönliche und berufliche Leben ist, eine freimütige und fruchtbare Aussprache herbeizuführen, wie weit und in welcher Weise sich heute die Forderungen und Lebensprinzipien des Christentums verwirklichen lassen.“
Nach länger anhaltenden Uneinigkeiten mit dem Freiburger Erzbischof Seiterich über Finanzierung und Standort der Akademie wurde Weis jedoch 1955 von seinen Pflichten entbunden.
Beauftragt wurde stattdessen 1956 Klaus Hemmerle, damals noch Doktorand an der Universität Freiburg bei Bernhard Welte, die Leitung der Akademie zu übernehmen. Auf seine Frage, was denn eine Katholische Akademie sei, bekam er zur Antwort: „Begegnung von Kirche und Welt“.

„Eine besondere Leistung Hemmerles war es, eine philosophisch-theologische Begründung zu liefern für die Notwendigkeit des Dialogs von Kirche und Welt, dem die Akademie diente. Dazu übertrug er auf die Akademiearbeit die Auffassung vom dialogischen Lebensprinzip, das er von seinem Lehrer Bernhard Welte übernahm, für den das Dialogische die ‚Grundsituation des Menschen’ darstellte.“

In den ersten Jahren verfolgte die Katholische Akademie der Erzdiözese Freiburg das Konzept einer Wanderakademie. Die ersten Vorträge wurden 1956 in Neckargmünd gehalten. Angebote fanden in der Folgezeit in unterschiedlichen Städten der Erzdiözese Freiburg statt. Erst 1967 erhielt die Akademie ein eigenes Tagungshaus in Freiburg.

## Aufgaben
Nach ihrem Selbstverständnis besteht die Aufgabe der Katholischen Akademie der Erzdiözese Freiburg darin, 

„Orientierungswissen zu vermitteln und […] einen Beitrag zu Wertorientierung und Bildung zu leisten. [...] Die Akademie bietet in ihrer Arbeit den Wissenschaften ein offenes Forum und bemüht sich darum, einzelne Disziplinen miteinander ins Gespräch zu bringen sowie ihre Erkenntnisse und Ergebnisse einer breiteren Öffentlichkeit zugänglich zu machen und diese zu diskutieren.“

Dies geschieht vor allem durch die Bearbeitung der Themenfelder Theologie, Philosophie, Ethik, Kirche, Ökumene, Religionen, Politik, Soziales, Nachhaltigkeit, Psychologie, Geschichte, Musik, Kunst und Kultur in Tagungen, Seminaren, Abendveranstaltungen, Ausstellungen, Lesungen, Konzerten und Exkursionen. Ein durchgehendes Thema bildet die Nachhaltigkeit in Ökonomie und Ökologie.

## Katholische Akademie heute
Die Katholische Akademie der Erzdiözese Freiburg besteht heute aus einem Tagungshaus mit eigenem Hotelbetrieb. Neben dem derzeitigen Direktor Karsten Kreutzer sind dort fünf weitere Studienleiterinnen und Studienleiter tätig, die für die Programmplanung und -gestaltung zuständig sind. Pro Halbjahr gibt es im Programm der Akademie ein sogenanntes Fokus-Thema, dass einzelne Veranstaltungen aus den oben genannten Themenbereichen unter einem Schwerpunktthema zusammenfasst. Es werden jedoch darüber hinaus auch weitere Veranstaltungen innerhalb der Halbjahresprogramme angeboten.
Ausgewählte Tagungsveranstaltungen werden von der Katholischen Akademie der Erzdiözese Freiburg auch innerhalb der eigenen Schriftenreihe bzw. in anderen Verlagen publiziert.
In der Entstehungsphase der Diözesanleitlinien waren Studienleiterinnen und Studienleiter in verschiedenen Themengruppen und in der Konzeptionsgruppe beteiligt.

## Direktoren
Direktoren der Akademie waren bzw. sind:
- Klaus Hemmerle, 1956–1961
- Helmut Gehrig, 1961–1973
- Joseph Sauer, 1974–1979
- Dietmar Bader, 1979–1990
- Ludwig Wenzler, 1990–2002
- Thomas Herkert, 2002–2017
- Karsten Kreutzer, seit 2017